# Kwestia szaleństwa
Kwestia szaleństwa (alb. Çështje të marrëzisë) –  powieść albańskiego pisarza Ismaila Kadare. Po raz pierwszy została wydana w roku 2005, nakładem Wydawnictwa Onufri. Nie była tłumaczona na język polski.

## Fabuła
Zbiór trzech mikropowieści (Podróże, Pogarda i O szaleństwie). Akcja dzieła rozgrywa się w Gjirokastrze, przedstawia losy dwóch młodych ludzi, którzy w komunistycznej Albanii poszukują zaginionego rękopisu wybitnego poety albańskiego z początków XX wieku.

## Inne tłumaczenia powieści
- 2005: Un climat de folie. Suivi de La morgue et de Jours de beuverie (franc. tłum. Tedi Papavrami), wyd. Paryż
- 2008: Cuestión de locura (hiszp. tłum. Ramón Sánchez Lizarralde), wyd. Madryt
- 2008: Kwangki ŭi p'ungt'o (kor. tłum. Ch'ang-sil Yi), wyd. Seul
- 2012: Vremea nebuniei (rum. tłum. Marius Dobrescu), wyd. Bukareszt